# Federico Maza
Federico Maza (?) fue un empresario minero y político de Mendoza. Luego de la muerte del Gobernador Cornelio Moyano, la Legislatura designa a Maza como gobernador constitucional el 27 de marzo de 1859.
Frente al levantamiento promovido por Laureano Nazar, su primera decisión fue formar una división armada para pacificar el ambiente político enrarecido de Mendoza y ponerse al mando de la misma, por lo cual nombra como gobernador interino a Luis Molina. Cuando todo parecía pacificado llega desde Paraná la intervención solicitada antes de la muerte del gobernador Juan Cornelio Moyano.
El mandato de Federico Maza se prolonga hasta el 16 de abril de 1859 cuando llega el interventor Pascual Echagüe a hacerse cargo de la gobernación.
| Precedido por: Juan Cornelio Moyano | Gobernador de la Provincia de Mendoza 1859 | Sucedido por: Pascual Echagüe (Interventor Federal) |